# 樊少雲
樊少雲（1885年—1962年），别名浩霖，晚號昙叟，上海崇明人，中國近代畫家、音樂家。中国美术家协会、中国音乐会会员。

## 生平
小時候和其父樊子雲学习過肖像画及琵琶，也学过油画。20岁后曾師從陸恢學習各類中國畫，取恽寿平、王石谷笔意。在認識收藏家庞莱臣之後功力大進，曾出版《少云画谱》，在苏州美专执教。1937年移居上海。1949年之後曾擔任上海中国画院画师、上海文史馆馆员等。
他曾随俞粟庐學習昆曲，隨俞振飞學習《折柳阳关》，创作有《雲裡雁》、《柳岸莺声》等曲。